# باسيل روجرز
باسيل روجرز (20 يونيو 1896 في المملكة المتحدة - 9 أكتوبر 1975 في المملكة المتحدة) (بالإنجليزية: Basil Rogers)‏ هو لاعب كريكت بريطاني وبريطاني (وحمل سابقاً جنسية المملكة المتحدة لبريطانيا العظمى وأيرلندا). لعب مع نادي مقاطعة غلاموركن للكريكت ‏ ونادي مقاطعة بيدفوردشير للكريكت ‏ وOxfordshire County Cricket Club ‏.

## وصلات خارجية
- باسيل روجرز على موقع إي آس بي آن كريك إنفو (الإنجليزية)